# Kanton Banon
Kanton Banon (fr. Canton de Banon) je francouzský kanton v departementu Alpes-de-Haute-Provence v regionu Provence-Alpes-Côte d'Azur. Tvoří ho devět obcí.

## Obce kantonu
- Banon
- L'Hospitalet
- Montsalier
- Redortiers
- Revest-des-Brousses
- Revest-du-Bion
- La Rochegiron
- Saumane
- Simiane-la-Rotonde